# Aulus Cornelius Cossus (tribun consulaire en -369)
Pour les articles homonymes, voir Aulus Cornelius Cossus.
Aulus Cornelius Cossus est un homme d'État et magistrat romain du IVe siècle av. J.-C., tribun militaire à pouvoir consulaire par deux fois,.

## Famille
Il est membre des Cornelii Cossi, branche de la gens patricienne Cornelia.

## Biographie

### Dictature (-385)
Il est possible d'identifier Cossus au dictateur de 385 av. J.-C. mais cela paraît peu vraisemblable et il pourrait y avoir confusion avec un autre Aulus Cornelius Cossus, consul en 413 av. J.-C.

### Premier tribunat consulaire (-369)
En 369 av. J.-C., il est élu tribun militaire à pouvoir consulaire avec cinq collègues, tous patriciens, dont son parent Marcus Cornelius Maluginensis. Ils reprennent le commandement du siège de Velitrae, commencé par les tribuns de l'année passée, mais ne parviennent pas à s'emparer de la ville. Pendant ce temps, à Rome, les tribuns de la plèbe Caius Licinius et Lucius Sextius sont réélus pour la huitième fois pour soutenir leur projet de loi luttant contre les inégalités entre plébéiens et patriciens, rassemblant de plus en plus de partisans,.

### Deuxième tribunat consulaire (-367)
En 367 av. J.-C., il est de nouveau élu tribun consulaire avec cinq collègues patriciens, dont de nouveau son parent Marcus Cornelius Maluginensis. Auparavant, les tribuns de la plèbe Licinius et Sextius qui ont été élus dix fois consécutives sont parvenus à faire voter une première loi imposant que le collège des décemvirs chargés des cérémonies sacrées soit pour moitié constitué de plébéiens. Les tribuns consulaires poursuivent le siège de Velitrae lorsqu'une bande de Gaulois fait irruption dans la campagne romaine. Pris au dépourvu, les Romains nomment un dictateur, Marcus Furius Camillus, dont c'est la cinquième dictature. Il repousse les Gaulois et obtient l'honneur de célébrer un triomphe,. Avant de démissionner, Camille cède et permet l'adoption des lois licinio-sextiennes.